# イタリアのハロルド

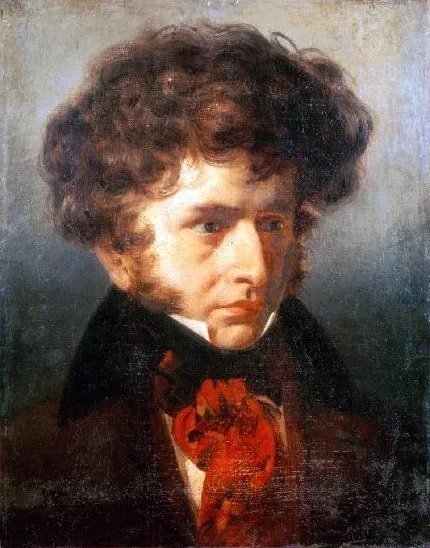
エミール・シニョル(Émile Signol)による若きベルリオーズ, （1832)

『イタリアのハロルド』（Harold en Italie）作品16は、エクトル・ベルリオーズによって書かれた、4部からなるヴィオラ独奏付き交響曲である。1834年6月に完成した。

## 作曲の経緯
以下に書かれている逸話はベルリオーズ自身が『回想録』に記した内容に基づいているが、今日ではその信憑性に疑問が持たれている。
1833年12月22日、パリで『幻想交響曲』（1830年初演）を聴いて感動したニコロ・パガニーニは、ヴィオラと管弦楽のための作品を書くようベルリオーズに依頼した。パガニーニは名器ストラディバリウスのヴィオラを手に入れていたが、自分の名人芸を披露するための目ぼしいヴィオラの曲がないため、ベルリオーズに作曲を依頼したのである。当時パガニーニはヴァイオリンのヴィルトゥオーソとしてヨーロッパ中を熱狂させており、作曲を依頼されたベルリオーズは大喜びで仕事を引き受けた。当初は、管弦楽と合唱、独奏ヴィオラのための幻想曲「マリー・ステュアートの最期」という作品になる予定であった。
しかし、進行状況を見に来たパガニーニは、独奏ヴィオラのパートが自分の名人芸を披露するには物足りないと落胆した。パガニーニが満足するような曲はとても書けないとあきらめたベルリオーズは、パガニーニに「あなたが満足いくような曲はあなたにしか書けない」と言い、この話はご破算になってしまった。ベルリオーズは途中まで作曲を進めていたこの曲を、パガニーニの意図からは離れ、独奏ヴィオラをともなった交響曲として最後まで完成させることにした。
その初演の4年後、初めてこの作品を聴いたパガニーニは、楽屋のベルリオーズを訪ね、2万フランの大金を「ベートーヴェンの後継者はベルリオーズの他にありません」という賛辞と共に送った。これに感激したベルリオーズは劇的交響曲『ロメオとジュリエット』を作曲し、パガニーニに献呈した。

## 楽曲の内容
信憑性はともかく、上述の逸話にあるように『イタリアのハロルド』は、第1楽章ではヴィオラ独奏が活躍するが、楽章が進むにつれヴィオラの出番が少なくなってゆく特異な構成になっている。しかし、副題に「ヴィオラ独奏つきの交響曲」とあるように、第1楽章はソナタ形式、第2楽章は緩徐楽章、第3楽章はスケルツォ楽章である。また、第4楽章は、ベートーヴェンの第9交響曲を意識したかのように、それまでの楽章が断片的に回想されるフィナーレである。また、第1楽章で提示される「ハロルドの主題」が全楽章に登場し、主人公を描写するというアイデアは、すでに『幻想交響曲』でも試みられた「イデー・フィクス」（固定楽想）と呼ばれる手法である。以上を考慮すると、この作品はヴィオラ協奏曲と捉えるよりも、標題的な交響曲として捉えた場合の方が、よりベルリオーズの意図にかなっているものと思われる。

## 初演

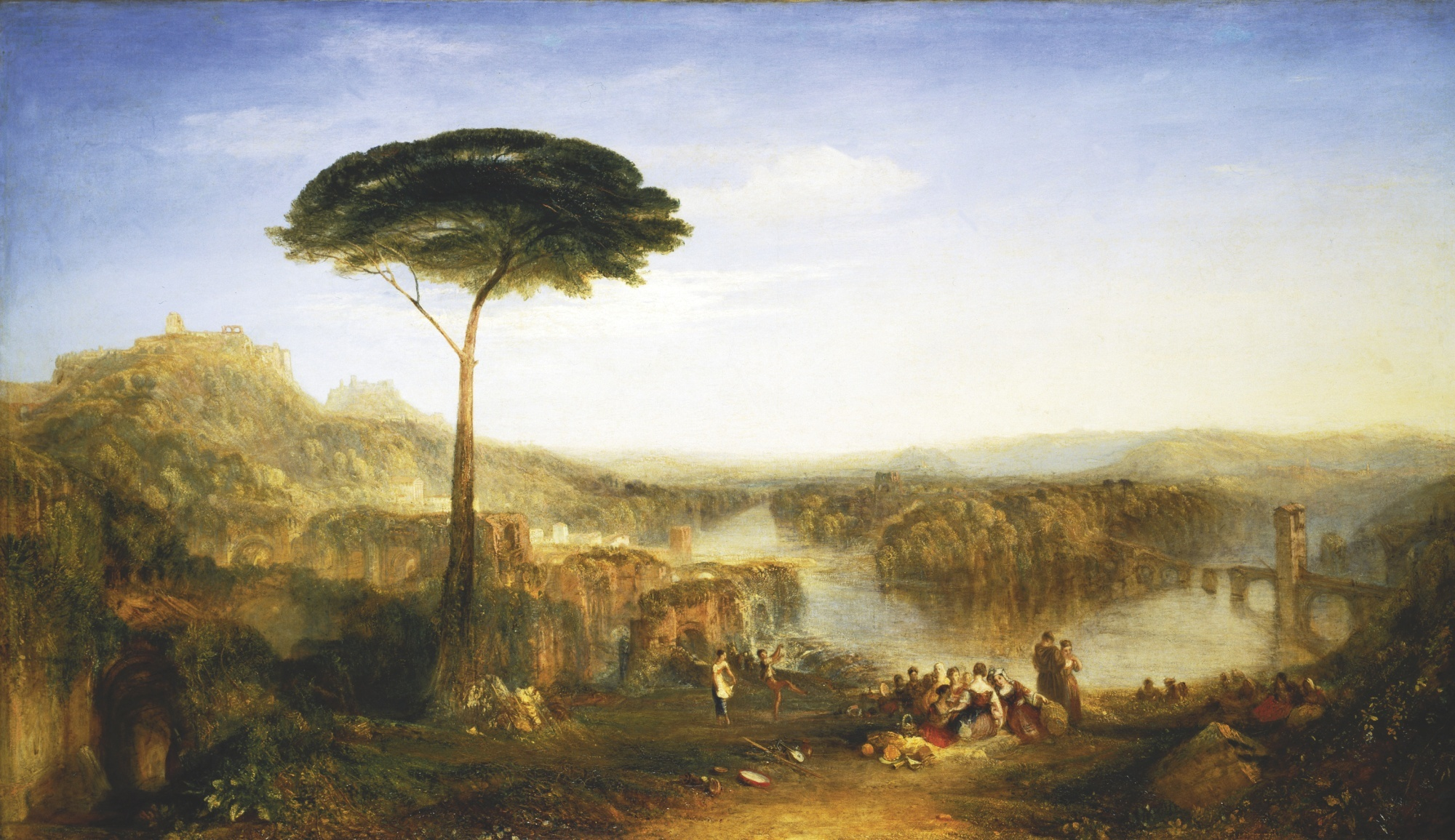
ウィリアム・ターナーによる『チャイルド・ハロルドの巡礼』

1834年11月23日、パリ音楽院ホールにおいて、ユランのヴィオラ独奏、ジラールの指揮によって行われた。初演には、ユゴー、デュマ、ハイネなど文学者や、リストやショパンなどの音楽仲間が訪れている。

## 編成
- 木管楽器：フルート2（持ち替えでピッコロ1）、オーボエ2（持ち替えでコーラングレ1）、クラリネット2、ファゴット4
- 金管楽器：ホルン4、コルネット2、トランペット2、トロンボーン3、オフィクレイド1（現在ではテューバで演奏する）
- 打楽器：ティンパニ奏者1、小太鼓2、シンバル1、トライアングル1、
- その他：独奏ヴィオラ、弦五部、ハープ1

## 構成
構想はジョージ・ゴードン・バイロンの長編詩『チャイルド・ハロルドの巡礼』の場面に着想を得ている。第1楽章で独奏ヴィオラが提示する「ハロルドの主題」は、『幻想交響曲』における「恋人の動機」（固定楽想）のように、全曲に形を変えて登場する。物語の舞台は、イタリアのアブルッツィ地方であるが、これは、ベルリオーズがローマ賞受賞でのイタリア滞在の際、訪れた地である。
- 第1楽章「山におけるハロルド、憂愁、幸福と歓喜の場面」ト長調
ゆっくりした序奏と、ソナタ形式による活気あるアレグロ主部からなる。ハロルドのメランコリックでもあり快活な複雑な気分が表される。
- 第2楽章「夕べの祈祷を歌う巡礼の行列」ホ長調
ハロルドはたそがれ時、巡礼の一行が山の小さな教会で讃歌を歌い、通り過ぎていくのを眺めている。
- 第3楽章「アブルッチの山人が、その愛人によせるセレナード」ハ長調
舞曲的な性格の楽章。毎年クリスマスの頃、アルブッチの山中からローマにやってくる牧童が吹奏する民謡を転用している。
- 第4楽章「山賊の饗宴、前後の追想」ト短調
山賊の乱痴気騒ぎの合間に前3つの楽章の主題が回想される。やがて、ハロルドは山賊の手にかかって命を落とす。最期は山賊の主題が荒れ狂ってフィナーレとなる。独奏ヴィオラはもうほとんど登場しなくなってしまう。

## 演奏
ベルリオーズは生前、自身の指揮により何度かこの作品を演奏している。また、ブラームスがドイツでこの作品を指揮しているという興味深い事実もある。もともと演奏に高度な技術が要求されること、高度な標題性・文学性が込められていること、ヴィオラ独奏付き交響曲という特殊な演奏形態が試されていることなどが、この作品の解釈を難しくしており、あるいは『幻想交響曲』のような華麗でスキャンダラスな内容に比べて、ともすると楽想が素朴であるということもあって、幻想交響曲ほどの定番レパートリーとしては定着しなかった。さらに、1840年代後半から、フランス国内でのベルリオーズの評価は下降の一途を辿っていたため、彼の作品がフランス国内で再び注目を浴びるのは、作曲者の死後、1870年からの普仏戦争以降を待たねばならなかった。しかし20世紀になり、ヴィオラ独奏のレパートリーも拡充されていくに従い、『イタリアのハロルド』も、その火付け役の作品のひとつとして、さらには独奏楽器とオーケストラの新しい関係性を探求した作品として、再評価が進んでいくこととなった。
初録音は1944年にウィリアム・プリムローズのヴィオラ、セルゲイ・クーセヴィツキーの指揮、ボストン交響楽団の演奏で行われた。プリムローズはこの曲の演奏が珍しかったこの時代、アルトゥーロ・トスカニーニにこの曲を完璧に手の内に入れておくよう言われ、それ以降この曲の演奏の初期のスペシャリストとして活躍した。トスカニーニ自身も、1929年から1953年の間に5回もコンサートで取り上げている（うち2回がプリムローズとの演奏）。
トスカニーニやシャルル・ミュンシュ（ヴィオラ独奏はプリムローズ）らの演奏が初期の名盤として知られている。また、ベルリオーズ作品の再評価に最大限に貢献したコリン・デイヴィスは、存命中3度レコーディングしている。その他、シャルル・デュトワ、エリアフ・インバル、ロリン・マゼール、ミシェル・プラッソン、レナード・バーンスタインらの録音も有名である。
また、19世紀の初演当時の楽器(ピリオド楽器)を用いた演奏では、ジョン・エリオット・ガーディナー指揮=オルケストル・レヴォリューショネル・エ・ロマンティックによる録音をはじめ、近年ではマルク・ミンコフスキ、フランソワ=グザヴィエ・ロトなどが、それぞれ思索に富んだアプローチによりレコーディングしている。
日本初演は1953年9月7日、渡邉暁雄（指揮）、河野俊達（ヴィオラ）と東京フィルハーモニー交響楽団により行われた。
永井荷風は明治41年（1908年）にリヨン歌劇場で聴いたことを記しており（「西遊日誌抄」）、また小説「ひとり旅」（『ふらんす物語』所載）の中でこの作品について詳細に触れている。

## 関連作品
- フランツ・リスト：ヴィオラとピアノによる『イタリアのハロルド』（S.472）、－1836年。オーケストラ・パートをピアノに編曲したもの。